# Gradonačelnici Novog Sada
Od trenutka kada je Novi Sad dobio status slobodnog kraljevskog grada od carice Svetog rimskog carstva Marije Terezije do današnjih dana, na čelu grada su se smjenjivali mnogi Novosađani pod različitim titulama. Oni su, kronološki, bili:

## Veliki suci (1748.–1793.)
- Ignac Hajl (15. ožujka 1748. – 15. svibnja 1752.)
- Pantelija Milanković (15. svibnja 1752. – 21. travnja 1756.)
- Jozef Tir (21. travnja 1756. – 18. lipnja 1766.)
- David Racković (18. lipnja 1766. – 12. svibnja 1772.)
- Jozef Ridi (12. svibnja 1772. – 29. travnja 1778.)
- David Racković (29. travnja 1778. – 9. siječnja 1784.)
- Jozef Ridi (9. siječnja 1784. – 18. srpnja 1786.)
- Od 3. srpnja 1786. do 21. prosinca 1786. sjednicama Magistrata predsjedava Ferenc pl. Kašonji, kraljevski komesar
- Jozef Sopron (28. kolovoza 1786. – 1. srpnja 1793.)

## Gradonačelnici i Veliki suci (1789.–1849.)
Od 2. siječnja 1789. se u zapisnicima sa sjednica Magistrata, pored Velikih sudija, prvi put javlja i titula gradonačelnika (lat. consule). 
- Dimitrije Bugarski postaje prvi gradonačelnik 25. srpnja 1789., a gradski načelnik postaje varoški kapetan Manojlo Nikolić, dok je Veliki sudac Jeftimije Atanasijević.
- Od 8. lipnja 1793. do 2. siječnja 1800. gradonačelnik je Jozef Sopron, sudac Jeftimije Atanasijević, a Manojlo Nikolić je samo senator.
- Jozef Sopron (2. siječnja 1800. – 15. svibnja 1801.)
- Franc Štvrtecki (15. svibnja 1801. – 1. lipnja 1807.)
- Od 1. lipnja 1807. do 1. siječnja 1810. sjednicama Magistrata predsjedava Andrea Odi de Pačir (podžupan bač-bodroški)
- Grigorije Janković (1. siječnja 1810. – 19. studenog 1822.)
- Georgije Konstantinović (19. studenog 1922. – 1831.)
- Franc Lang (20. travnja 1835. – 7. lipnja 1836.)
- Johan Kerber (7. lipnja 1836. – 4. siječnja 1839.)
- Franc Lang (4. siječnja 1839. – 24. ožujka 1840.)
- Jovan Kamber (24. ožujka 1840. – 25. svibnja 1848.)
- Petar Zako (25. svibnja. 1848.-lipanj 1848.)
- Pavle Jovanović (7. srpnja 1848.-siječanj 1849.)
- Od siječnja 1849. sjednicama predsjedava pukovnik Karlo Molinari, a potom kraljevski komesar Antal Farago. Novi Sad je 12. lipnja 1849. bombardiran s Petrovaradinske tvrđave i Srbi napuštaju magistrat
- Jozef Šimič (12. lipnja 1849.-listopad 1849.)

## Gradonačelnici (1849.–1934.)
Nakon što je formirana Srpska Vojvodina, Srbi se vraćaju u magistrat.
- Pavle Jovanović (listopad 1849. – 7. studenog 1850.)
- Grigorije Jovišić (7. studenog 1850. – 11. listopada 1853.)
- Gavrilo Polzović (11. listopada 1853. – 24. travnja 1861.)
- Svetozar Miletić (24. travnja 1861. – 1862.)
- Pavle Mačvanski (prva pol. 1862. – 24. srpnja 1862.)
- Pavo (Pavle) Stojanović (24. srpnja 1862. – 23. svibnja 1867.)
- Svetozar Miletić (23. svibnja 1867. – 30. lipnja 1868.)
- Pavo Stojanović (30. lipnja 1868. – 27. travnja 1869.)
- Stevan Branovački (27. travnja 1869. – 13. lipnja 1872.)
- Pavle Mačvanski (13. lipnja 1872. – 1874.)
- Pavo Stojanović (1874. – 4. srpnja 1878.)
- Jovan Radanović (4. srpnja 1878. – 30. kolovoza 1884.)
- Stevan Peci Popović (30. kolovoza 1884. – 1902.)
- Lajoš Salai (1902. – 1906.)
- Vladimir Demetrović (1906. – 1914.)
- Bela Profum (1914. – 1918.)
- Jovan Živojinović (25. veljače 1919. – 1920.)
- dr Stevan Adamović (1. travnja 1920. – 6. kolovoza 1921.)
- Milan Slepčević (6. kolovoza 1921. – 2. rujna 1922.)
- dr Žarko Stefanović (2. rujna 1922. – 29. siječnja 1925.)
- Jovan Lakić (29. siječnja 1925. – 2. lipnja 1925.)
- dr Milan Milovanović (2. lipnja 1925. – 10. studenog 1926.)
- Jovan Lakić (10. studenog 1926. – 25. kolovoza 1928.)
- dr Branislav Borota (25. kolovoza 1928.-rujan 1934.)

## Predsjednici općine (1934.–1941.)
- Branislav Borota (rujan 1934.-travanj 1936.)
- Branko Ilić (travanj 1936.-lipanj 1938.)
- Kosta Mirosavljević (lipanj 1938.-svibanj 1939.)
- Miloš Petrović (svibanj 1939.-travanj 1941.)

## 2. Svjetski rat (1941.–1944.)
Od travnja 1941. do rujna 1944. je na funkciji gradonačelnika bio vitez dr. Mikloš Nađ. Do oslobođenja listopada 1944. ga zamjenjuje Antal Nađ.

## Poslije 2. svjetskog rata
Predsjednici Narodnooslobodilačkih odbora, Općine, Gradske Zajednice i Predsjednici Skupštine Općine (1944. – 2004.)
- Alimpije Popović (1944. – 1949.)
- Dušan Ibročkić (1949. – 1951.)
- Radomir Radujkov (1951. – 1952.)
- Todor Jovanović (1952. – 1956.)
- Milosav Gonja (1956.)
- Boža Melkus (1957. – 1962.)
- Tima Vrbaški (1962. – 1967.)
- Dušan Ilijević (1967. – 1973.)
- Milan Čanak (1974.)
- Jovan Dejanović (1974. – 1982.)
- Branislav Dejanović (1982. – 1983.)
- Zdravko Mutin (1983. – 1984.)
- Aleksandar Horvat (1984. – 1985.)
- Boško Petrov (1985. – 1989.)
- Vlada Popović (1989. – 1992.)
- Vladimir Divjaković (1992. – 1993.)
- Milorad Mirčić (1993.)
- Milorad Đurđević (1994. – 1995.)
- Đuro Bajić (1996.)
- Mihajlo Svilar (1996. – 1997.)
- Stevan Vrbaški (1997. – 2000.)
- Borislav Novaković (2000. – 2004.)

## Gradonačelnici (2004.-  )
- Maja Gojković (2004. – 2008.)
- Igor Pavličić (2008. – 2012.)
- Miloš Vučević (2012. - )